# Shadwan

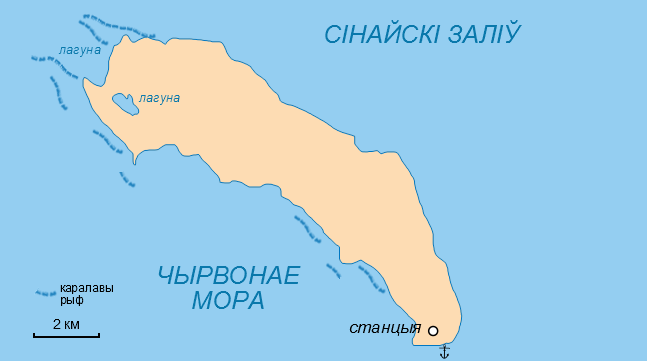
Kartenskizze

Shadwan oder Schadwan (arabisch شدوان Schadwān, DMG Šadwān, auch Jazirat Shakir; englisch Shaker Island) ist eine karge, felsige Insel in der Mündung des Golf von Suez, im nördlichen Roten Meer. Mit einer Fläche von 42,49 km² ist sie die größte Insel Ägyptens, unter Außerachtlassung der Insel Tiran, die Ägypten von Saudi-Arabien pachtet.

## Lage
Die Insel befindet sich etwa 50 Kilometer südwestlich der ägyptischen Stadt Scharm asch-Schaich auf der Sinai-Halbinsel und 30 Kilometer nordöstlich der Stadt el Gouna. Sie ist die größte einer Gruppe von Inseln in der Straße von Gubal und hat eine Länge von 16 Kilometern und eine Breite von 5 Kilometern.

## Geologie
Beim Erdbeben am 31. März 1969 lag das Epizentrum nahe Shadwan. Das Beben hatte eine Magnitude von 6.6. In dieser Gegend bewegen sich die Afrikanische und die Arabische Platte aneinander vorbei. Das Erdbeben verursachte einige Schäden, darunter zahlreiche Steinschläge. Das Fundament des Shaker Lighthouse wurde ebenfalls beschädigt. Da die Insel aber nicht bewohnt ist, gab es keine Personenschäden. Auch in Hurghada und Scharm asch-Schaich traten einige Sachschäden auf. Das Beben war auch in Kairo zu spüren. Am 9. April 1996 wurde eine seismische Messeinrichtung auf der Insel installiert. Sie ist Teil des seismischen Netzwerkes, das die Bewegungen der Erdkruste in dieser Region untersucht und dokumentiert. Die Messstelle ist autark und wird aus Hurghada betreut.

## Geschichte
Während des Abnutzungskriegs von 1968 bis 1970 zwischen Israel und Ägypten wurde die Insel befestigt und von ägyptischen Truppen besetzt. Die Truppenstärke lag bei etwa 100 Soldaten. Das Hauptquartier befand sich am Leuchtturm, weitere Stellungen waren auf der Insel verteilt. Am 22. Januar 1970 wurde die Insel bei der Operation Rhodes von israelischen Hubschraubern angegriffen und für 36 Stunden besetzt. Dabei wurden 30 ägyptische Soldaten getötet, 62 kamen in Gefangenschaft. Die israelische Armee zerstörte die vorhandenen Radaranlagen und Befestigungen. Während des Gefechts wurden weiterhin zwei ägyptische Torpedoboote, die aus Hurghada ausgelaufen waren, versenkt. Bei den israelischen Streitkräften gab es drei Tote und sechs Verletzte.

## Leuchtturm
An der südlichen Küste der Insel befindet sich der im Jahr 1889 erbaute Leuchtturm „Shaker Lighthouse“. Der etwa 20 Meter hohe Turm besteht aus Stein, die Laterne befindet sich in 37 Metern Höhe. Auf beiden Seiten des Turms befanden sich einstöckige Gebäude, die zeitweise militärisch genutzt wurden und bei dem israelischen Angriff 1970 gesprengt wurden. Die Schäden, die durch das Erdbeben und den israelischen Angriff am Turm entstanden sind, wurden bis heute nicht vollständig repariert.

## Tauchgebiet
Die Insel ist ein beliebtes Tauchgebiet, das mit Schiffen vorwiegend aus Hurghada und el Gouna, zum Teil aber auch aus Scharm asch-Schaich angefahren wird. Um die Insel gibt es viele unterschiedliche Tauchplätze. An der Nordostseite gibt es unter anderem eine, bis auf etwa 40 Meter vertikal abfallende Korallenwand. Durch die vorhandene, oft schwache Strömung von Süd nach Nord sind hier auch Drift-Tauchgänge möglich. In der Nähe befindet sich das Riff Abu Nuhas, an dem mehrere Schiffswracks wie die SS Carnatic, die Chrisoula K oder die Giannis D zu betauchen sind.